# Popayán
Popayán ist die Hauptstadt und eine Gemeinde (municipio) des kolumbianischen Departamento del Cauca. Da viele öffentliche und private Bauten traditionell weiß angestrichen sind, wird Popayán auch die weiße Stadt (spanisch La Ciudad Blanca) genannt.
Popayán ist eine Universitätsstadt mit Sitz der 1827 gegründeten Universidad del Cauca und auch Sitz des 1546 gegründeten Erzbistums Popayán. Unter den Städten Kolumbiens ist Popayán diejenige, in der die meisten späteren kolumbianischen Präsidenten geboren wurden.

## Geographie und Klima
Popayán befindet sich im Pubenza-Tal (spanisch Valle de Pubenza), das im Südwesten Kolumbiens zwischen der westlichen und der Zentralkordillere liegt. Aufgrund ihrer Lage in 1738 m Höhe in der Nähe des Äquators ist das Klima das Jahr über meist stabil bei Tagesdurchschnittstemperaturen um 19 °C. Bekannt für das Klima ist auch der „cielo roto“ (gebrochener Himmel), was zur Folge hat, dass es teilweise mehrfach im Tag regnet und wieder aufreißt. An die Gemeinde grenzen im Norden Cajibío und Totoró, im Osten Puracé, im Süden Sotará und Timbío und im Westen El Tambo.

## Bevölkerung
Die Gemeinde Popayán hat 286.724 Einwohner, von denen 256.735 im städtischen Teil (cabecera municipal) der Gemeinde leben (Stand: 2019).

## Geschichte
Popayán wurde am 13. Januar 1537 von Sebastián de Belalcázar gegründet, der von Quito aus auf dem Weg nach Norden war, um die legendären Goldschätze von Eldorado zu finden. Der Name Popayán soll sich vom Namen des Häuptlings Payán herleiten, dem Oberhaupt der Ureinwohner, die vor der Ankunft der Spanier die Region bewohnten.
Während der Karwoche 1983, am 31. März, erlitt Popayán durch ein Erdbeben bedeutende Zerstörungen mit Hunderten von Toten.

## Universidad del Cauca
Popayán beherbergt die am 24. April 1827 gegründete Universidad del Cauca, die sich aus der bereits im achtzehnten Jahrhundert renommierten Bildungsstätte für Philosophie, Politik und Wissenschaften Seminario Mayor de Popayán entwickelte.
An der Universidad del Cauca studierten im Jahre 2019 17.411 Personen. Aktuell unterhält die Universität neun Fakultäten: Fakultät für Elektrotechnik und Telekommunikation, Fakultät für Bauingenieurwesen – FIC, Fakultät für Gesundheitswissenschaften, Fakultät für Recht und Sozialpolitik, Fakultät für Naturwissenschaften, Fakultät für Humanwissenschaften, Philosophische Fakultät, Fakultät für Agrarwissenschaften, School of Accounting, Economics and Management, Zentrum für Fernstudien.

## Sehenswürdigkeiten und Tourismus
Eine der Hauptsehenswürdigkeiten Popayáns ist seine koloniale Architektur. Insbesondere die Altstadt mit ihren weißen Kolonialbauten und Straßenlaternen haben einen besonderen Reiz.
Die Passionsprozessionen der Karwoche (Semana Santa), bei denen Figuren und Standbilder aus den Kirchen durch die Stadt getragen werden, wurden als immaterielles Kulturerbe der Menschheit anerkannt. Ebenso sind die Karnevalsfeiern am 5. und 6. Januar von Bedeutung, bei denen sich die Einwohner in den Straßen mit Tüten voller Mehl und Pech/Schuhwichse bewerfen, um die Vielfältigkeit der Hautfarben in Popayán und Kolumbien zu feiern.

## Infrastruktur
Popayán verfügt über einen Flughafen, den Aeropuerto Guillermo León Valencia (IATA-Code: PPN). Avianca und EasyFly fliegen Popayán von Bogotá aus an (Stand 2019). Popayán liegt an der Panamericana.

## Sport
In Popayán war von 2011 bis 2019 der Verein Universitario Popayán ansässig, der in der zweiten kolumbianischen Liga spielte und seine Heimspiele im Estadio Ciro López austrug.

## Städtepartnerschaften
- Málaga, Spanien

## Söhne und Töchter der Stadt
- Camilo Torres Tenorio (22. November 1766 bis 5. Oktober 1816), kolumbianischer Präsident 1814–1816
- Francisco José de Caldas (Oktober 1768–Oktober 1816), Wissenschaftler (Geografie, Botanik, Astronomie, Naturwissenschaften). Nach ihm wurde das Departamento de Caldas (Hauptstadt Manizales) benannt.
- José María Gruesso (1779–1835), Lyriker
- Joaquín Mariano de Mosquera y Arboleda (14. Dezember 1787–1878), kolumbianischer Präsident 1830–1831
- José María Ramón Obando del Campo (3. März 1795 bis 7. August 1861), kolumbianischer Präsident 1853–1854
- José Hilario López (18. Februar 1798 bis 27. November 1869), kolumbianischer Präsident 1849–1853
- Julio Arboleda Pombo (9. Juni 1817 bis 13. November 1862), kolumbianischer Präsident 1861
- Tomás Cipriano de Mosquera (26. September 1798 bis 7. Oktober 1878), kolumbianischer Präsident 1845–1849, 1861–1864, 1866–1867
- Froilán Largacha Hurtado (15. Dezember 1823 bis 5. Mai 1892), kolumbianischer Präsident 1863
- Ezequiel Hurtado Hurtado (14. Dezember 1825 bis 4. September 1890), kolumbianischer Präsident 1884
- Julián Trujillo Largacha (28. Januar 1828 bis 18. Juli 1883), kolumbianischer Präsident 1878–1880
- Diego Euclides de Angulo Lemos (12. November 1841 bis 14. Februar 1917), kolumbianischer Präsident 1908
- Guillermo Valencia (1873–1943), Dichter und Politiker
- Miguel Ángel Arce Vivas (1904–1987), römisch-katholischer Geistlicher, Erzbischof von Popayán
- Guillermo León Valencia (1909–1971), kolumbianischer Präsident von 1962 bis 1966
- Víctor Mosquera Chaux (1. Oktober 1919 bis 5. November 1997), kolumbianischer Präsident 1986
- Edgar Negret (1920–2012), Bildhauer
- Raúl Zambrano Camader (1921–1972), römisch-katholischer Geistlicher, Bischof von Facatativá
- Guillermo Alberto González Mosquera (1941–2021), Politiker
- Amparo Ángel (* vor 1973), Pianistin und Komponistin
- Manolo Cardona (* 1977), Schauspieler
- Dilan Ortiz (* 2000), Fußballspieler

## Galerie

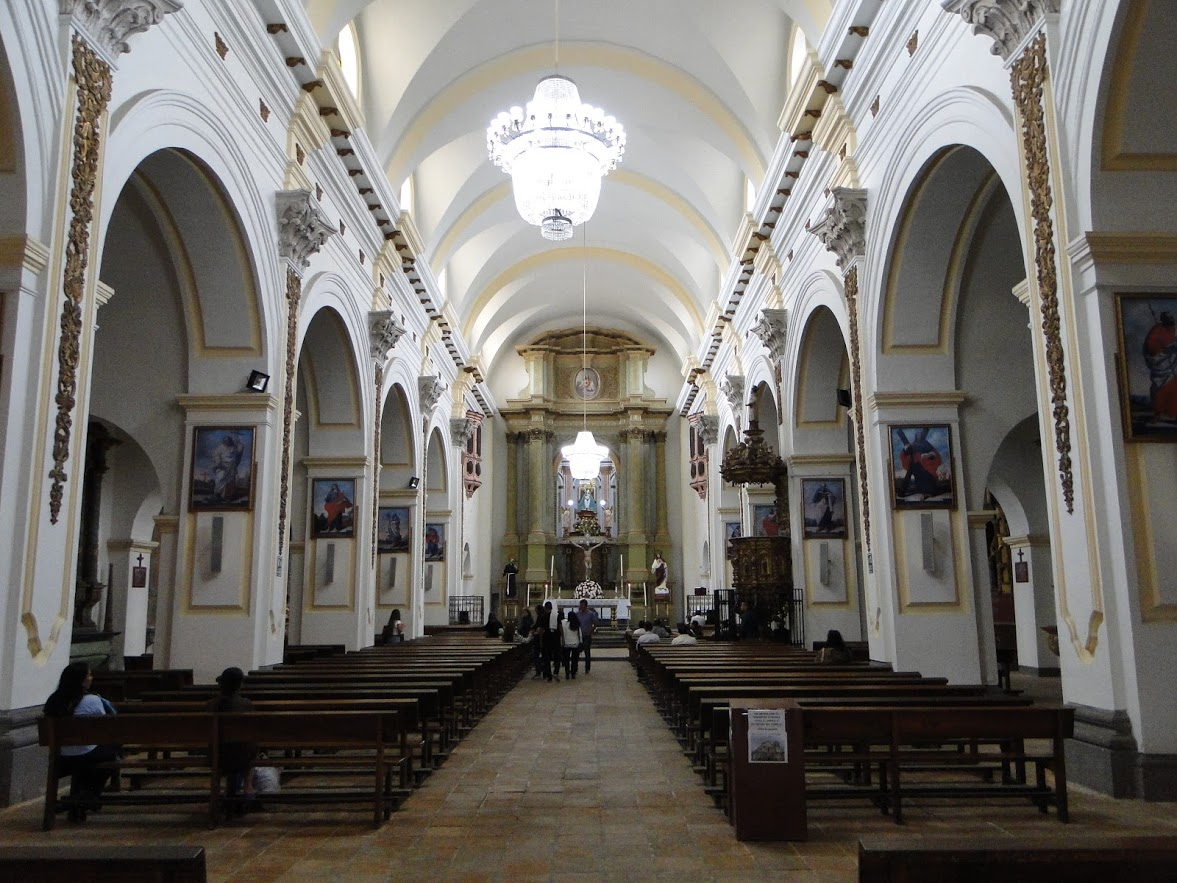
Kirche San Francisco (Innenansicht)
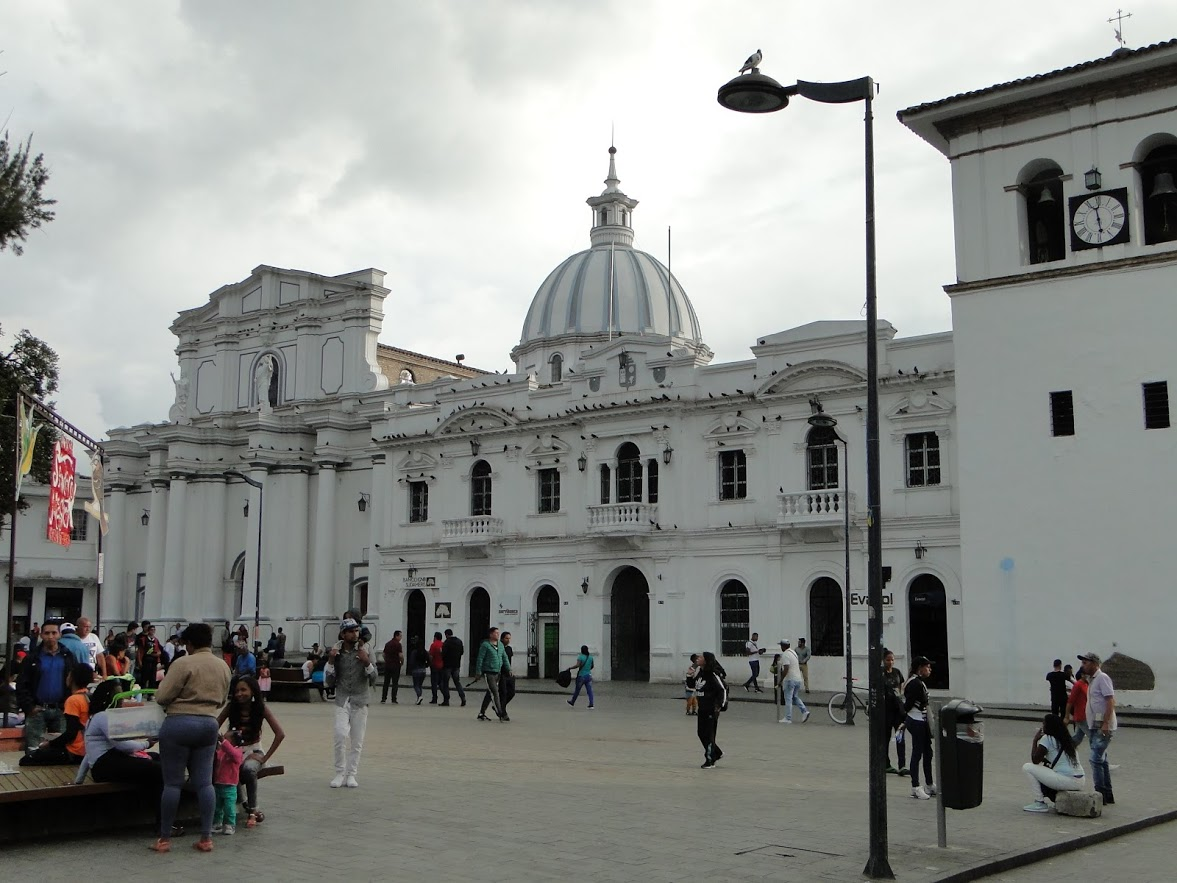
Die Kathedrale
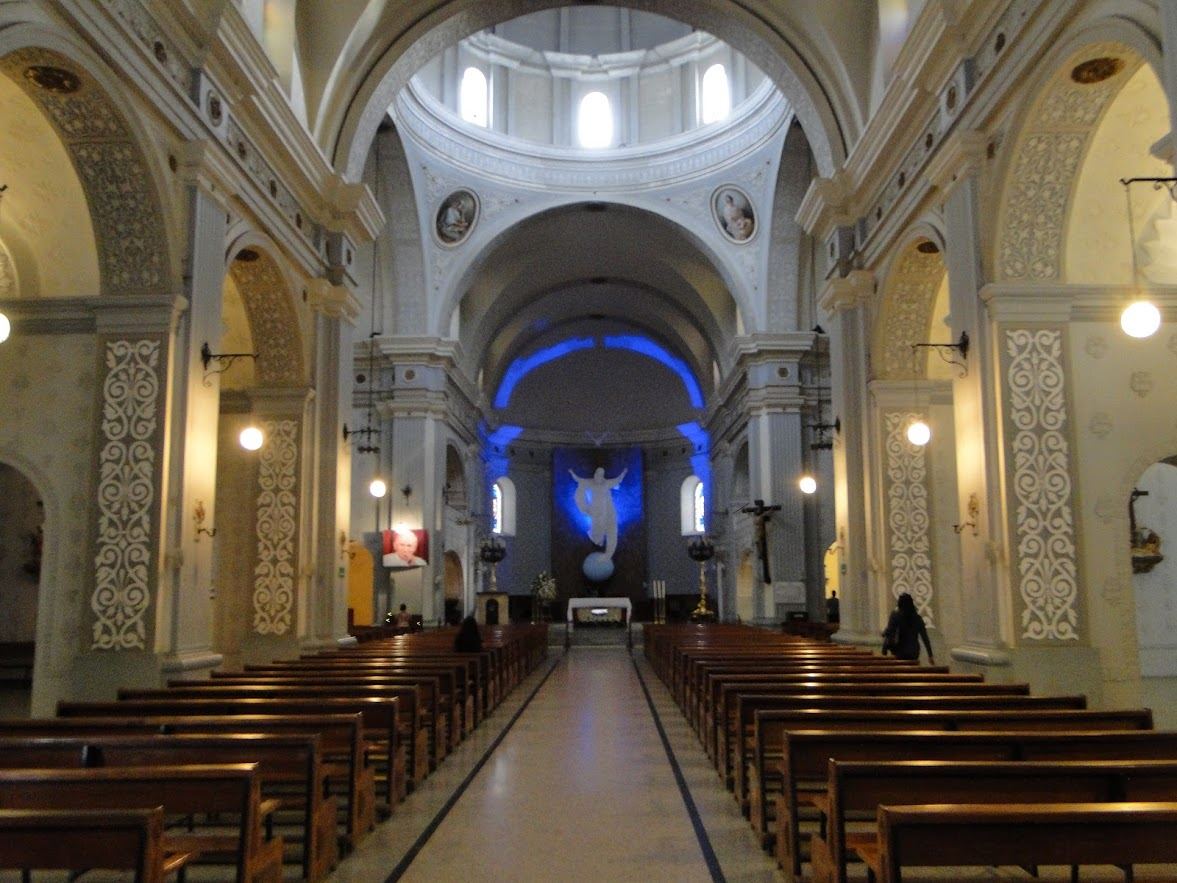
Die Kathedrale (Innenansicht)
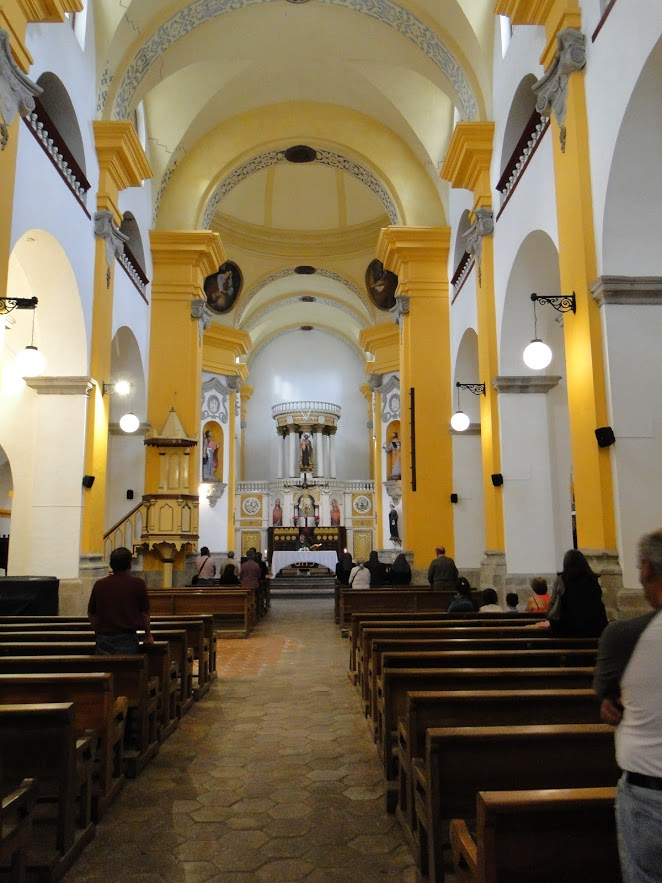
Kirche San José (Innenansicht)
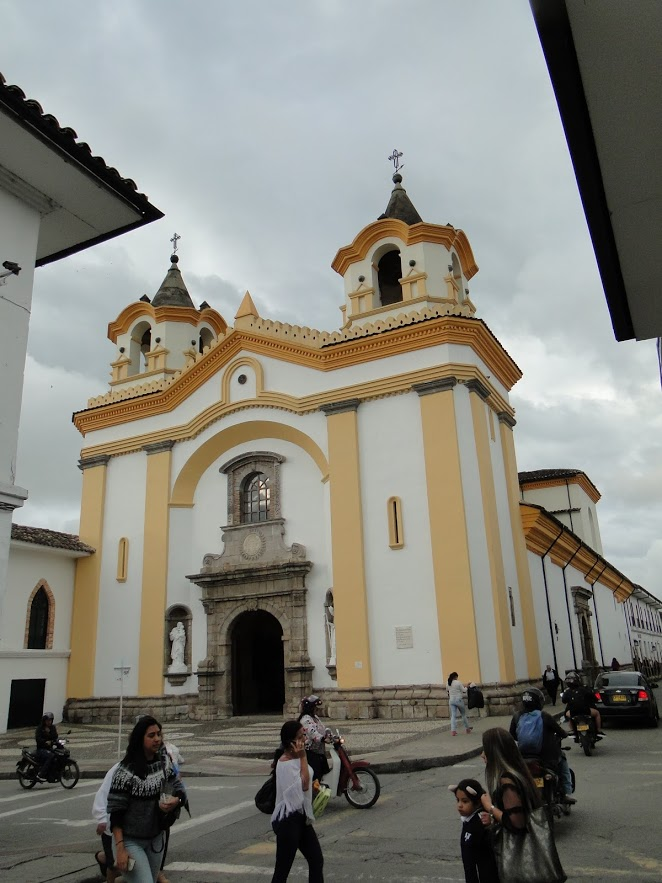
Kirche San José
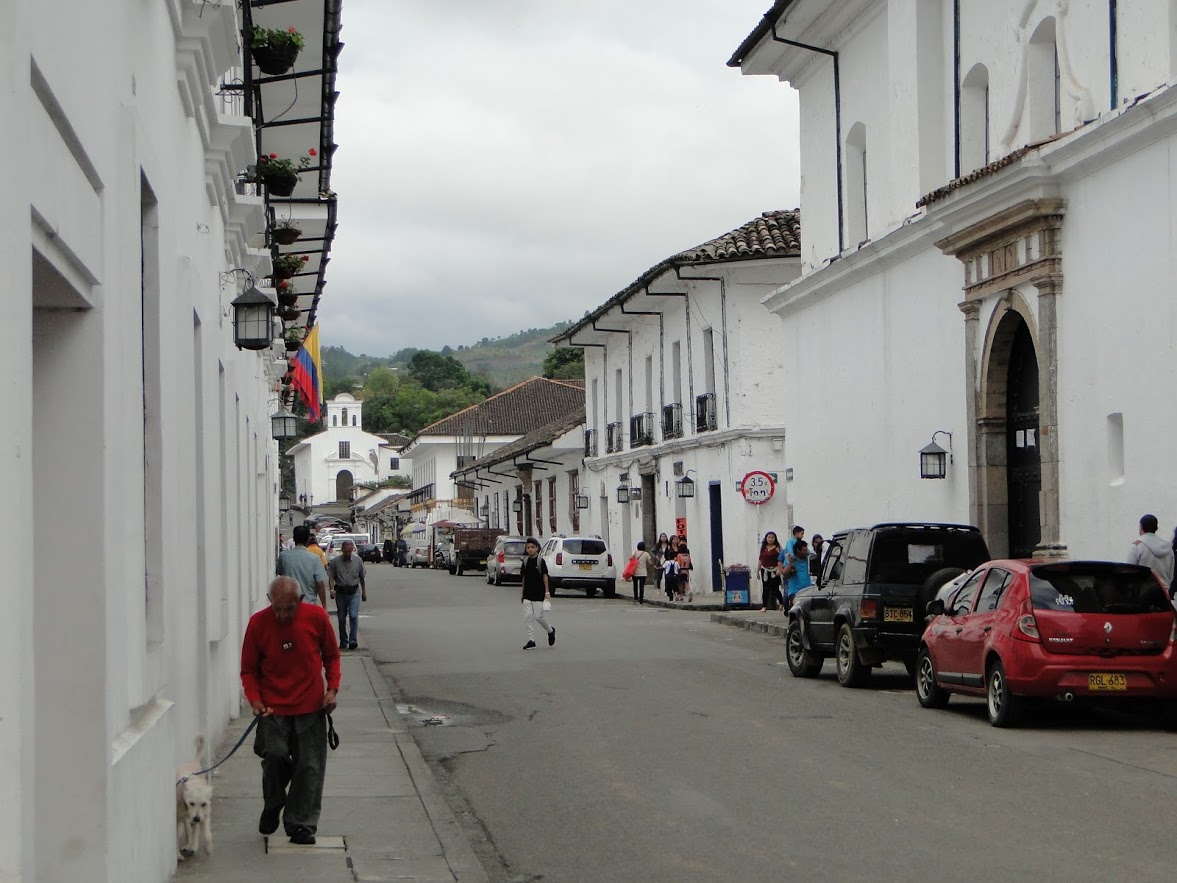
In der Stadt
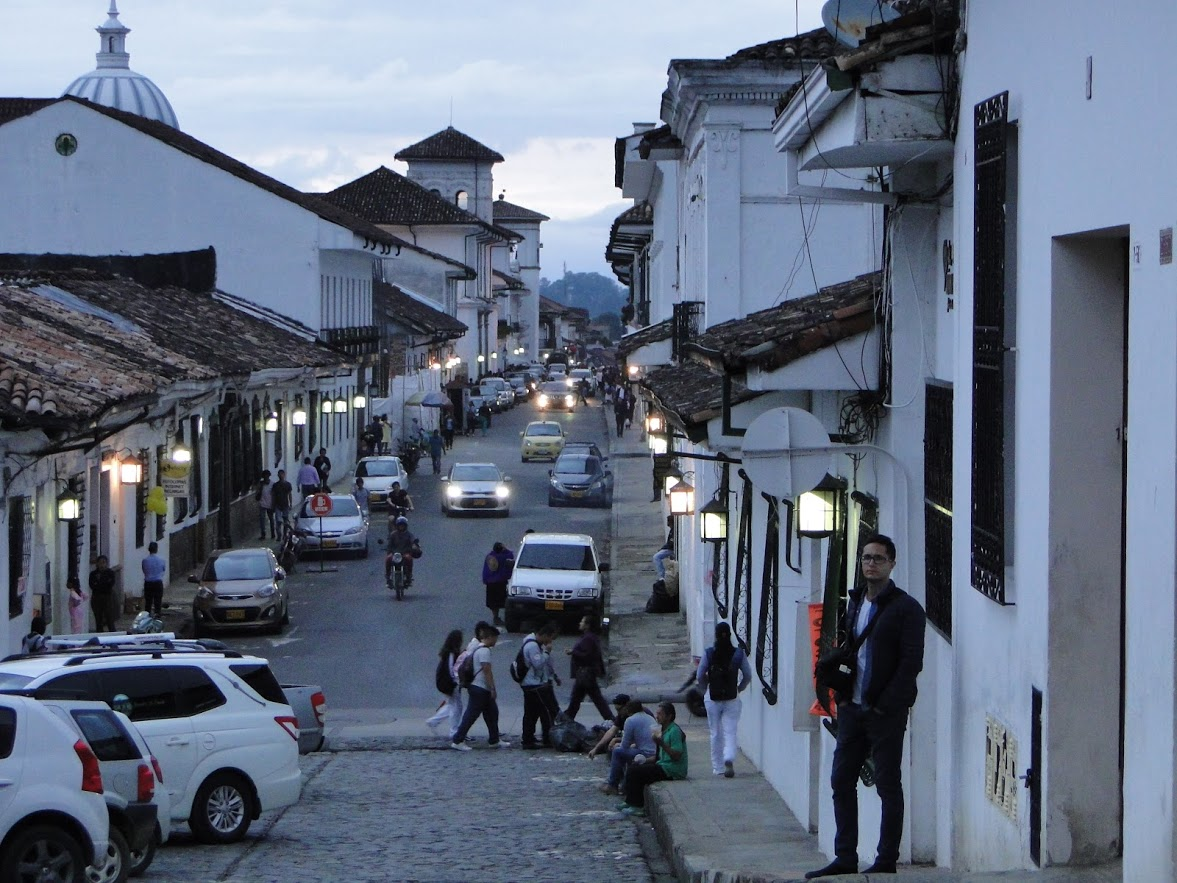
Die Stadt am Abend
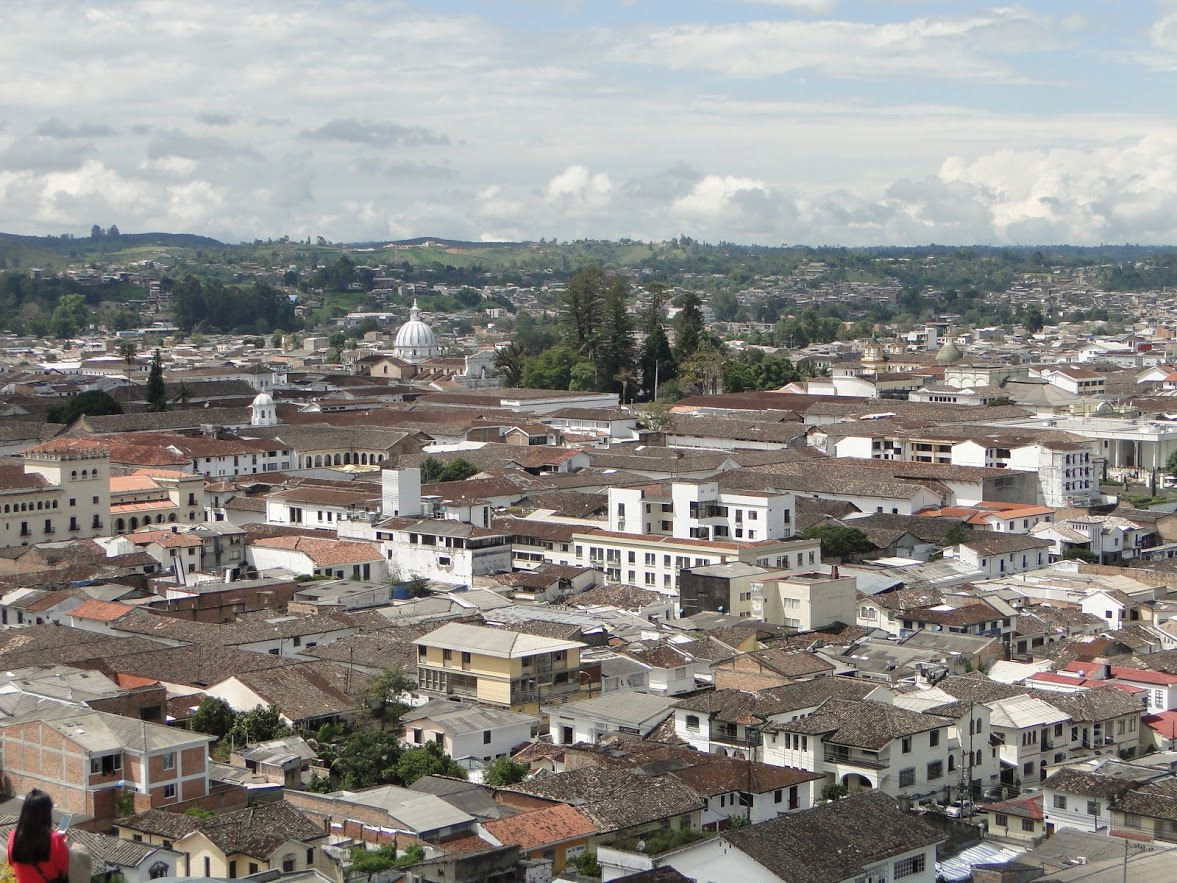
Weiße Stadt